# Ренин
Ренин (от лат. ren — почка), ангиотензиногеназа — компонент ренин-ангиотензиновой системы, регулирующей кровяное давление. Ренин (КФ 3.4.23.15) — протеолитический фермент позвоночных животных и человека.

## Структура
Первичная структура предшественника ренина включает 406 аминокислот. После отщепления двух фрагментов (пре- и пропептида) белок превращается в собственно ренин, состоящий из 340 аминокислот, с молекулярной массой 37 кДа.

## Синтез и секреция
Ренин вырабатывается юкстагломерулярными клетками в стенках артериол почечных клубочков, откуда поступает в кровь и лимфу. Хотя по месту синтеза его можно отнести к гормонам, ренин не является истинным гормоном, так как не имеет клеточной мишени, а воздействует на другой белок крови. Секреция ренина в значительной мере контролируется традиционным эндокринным механизмом обратной связи.

## Действие
Ренин обладает специфической эндопептидазной каталитической активностью и потенциально способен расщеплять пептидную связь -Лейцин-|-Х- (где Х — любая другая аминокислота). В организме ренин действует на другой гликопротеин крови ангиотензиноген, специфически гидролизуя пептидную связь между лейцином и валином. При этом образуется неактивный декапептид (ангиотензин I), который превращается ферментативно (под действием ангиотензинпревращающего фермента) в активный гормон ангиотензин II (гипертензин, или ангиотонин), который сужает кровеносные сосуды и стимулирует секрецию альдостерона надпочечниками. Эти два эффекта приводят к росту артериального давления. Ферменты, подобные ренину, найдены в матке, плаценте, слюнных железах, в мозге и в стенках некоторых крупных артерий.